# Chrám svatého Basila Velikého (Hrabová Roztoka)
Cerkev svatého Basila Velikého je dřevěná stavba řeckokatolické církve, která byla postavena na návrší nad obcí Hrabová Roztoka v okrese Snina na Slovensku. Je národní kulturní památkou Slovenské republiky. Náleží pod jurisdikci farnosti Šmigovec, děkanátu Snina, archeparchie prešovské, Slovenské řeckokatolické církve.

## Historie
Cerkev svatého Basila byla postavena v roce 1750 na návrší nad obcí. V padesátých letech 20. století byla pravoslavná a v devadesátých letech opět řeckokatolická, ale pro nedostatek věřících byla farnost zrušena a náleží pod jurisdikci farnosti  Šmigovec. V roce 2000 byla cerkev opravena. V roce 2003 bylo z chrámu ukradeno pět ikon. V období 2013–2016 prošla rozsáhlou opravou v rámci projektu Obnova drevených chrámov, skvalitnenie infraštruktúry Cyklistického chodníka ikon. Mimo jiné byla kompletně vyměněna střecha, obnoveny vnitřní stěny, obnoveny nátěry venkovního dřevěného opláštění, restaurovány vchodové dveře, ikonostas, prestol a další. V chrámu je instalovaná výstava Ikony Zemplína.

## Architektura

### Exteriér
Cerkev je orientovaná dřevěná roubená trojdílná stavba na kamenné podezdívce. Na polygonální kněžiště navazuje obdélníková loď s předsíní (babincem) na západní straně. Nad předsíní vyrůstá deštěná štenýřová věž, která je ukončena střechou v podobě komolého jehlanu, na níž je báň a trojramenný železný kříž. Stavební materiálem je bříza a jedle. Loď a kněžiště jsou společně zastřešeny sedlovou střechou krytou šindelem, nad kněžištěm je střecha valbová. Šindel je kladen vertikálně v horizontálních pásech. Na hřebenu střechy nad předlodím je věžička s báni a železným křížem. Střecha vytváří kolem chrámu široké podstřeší.

### Interiér
V kněžišti je barokní hlavní oltář s ikonou Krista a boční oltář z konce 17. století. V interiéru jsou ploché stropy. Je zde zachován vahadlový mechanismus pro lustr.

### Ikonostas
Barokní ikonostas nese charakteristické známky výroby v Rybotyčské ikonopisné dílně z 18. století s použitím ikon ze 17. století. Havarijní a dezolátní ikonostas byl v letech 2011–2016 restaurován v restaurátorské dílně v Bratislavě (ORA Bratislava). Po odstranění asi tří vrstev přemaleb byly objeveny fragmenty určující některé ikony do začátku 17. století (např. carské dveře). Pás ikon v druhé, třetí a čtvrté řadě jsou z 18. století. Hlavní ikony jsou z 19. století (původně zcizené).
Ikonostas má čtyři řady. V první (hlavní) řadě jsou ikony svatého Mikuláše, Bohorodičky Hodegitria, Krista učitele, svatého Basila Velikého (patrona chrámu). Ve druhé řadě jsou ikony svátků, ty jsou rozdělené ikonou Poslední večeře. Ve třetí řadě ikon je uprostřed apoštolů Kristus velekněz. Čtvrtou řadu tvoří šest ikon s dvojicemi proroků. Pro nedostatek místa jsou ikony čtvrté řady stejně jako kříž skloněné.
Na carských (hlavních) dvoukřídlých dveřích je Kristův rodokmen tzv. Jesseho strom. Diakonské dveře nemají křídla.

### Zvony
Ve zvonové věži jsou zavěšeny tři zvony, dva jsou z roku 1796. Přístup do věže zajišťuje původní žebřík vyrobený z jednoho kusu dřeva.

## Galerie

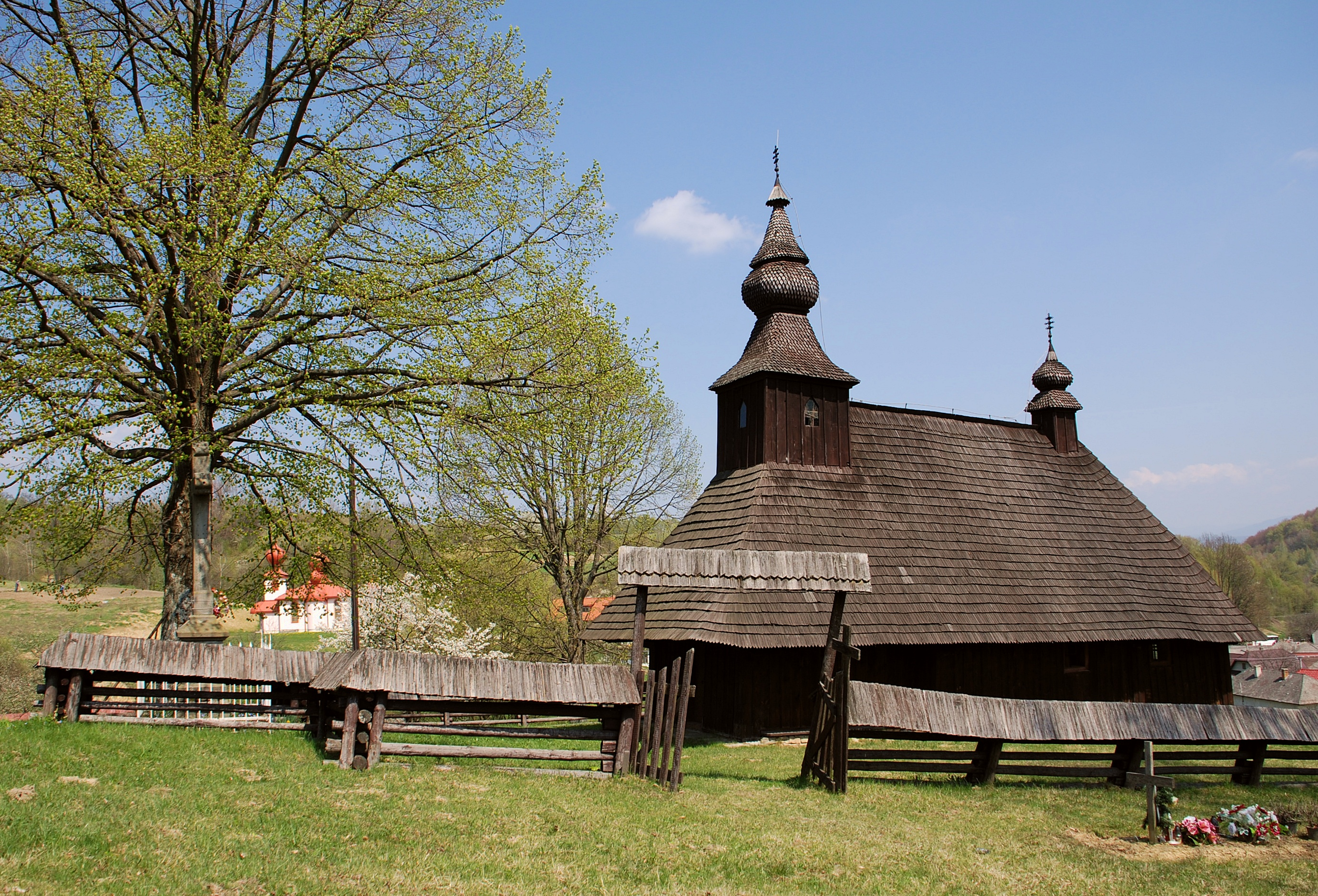
Boční pohled
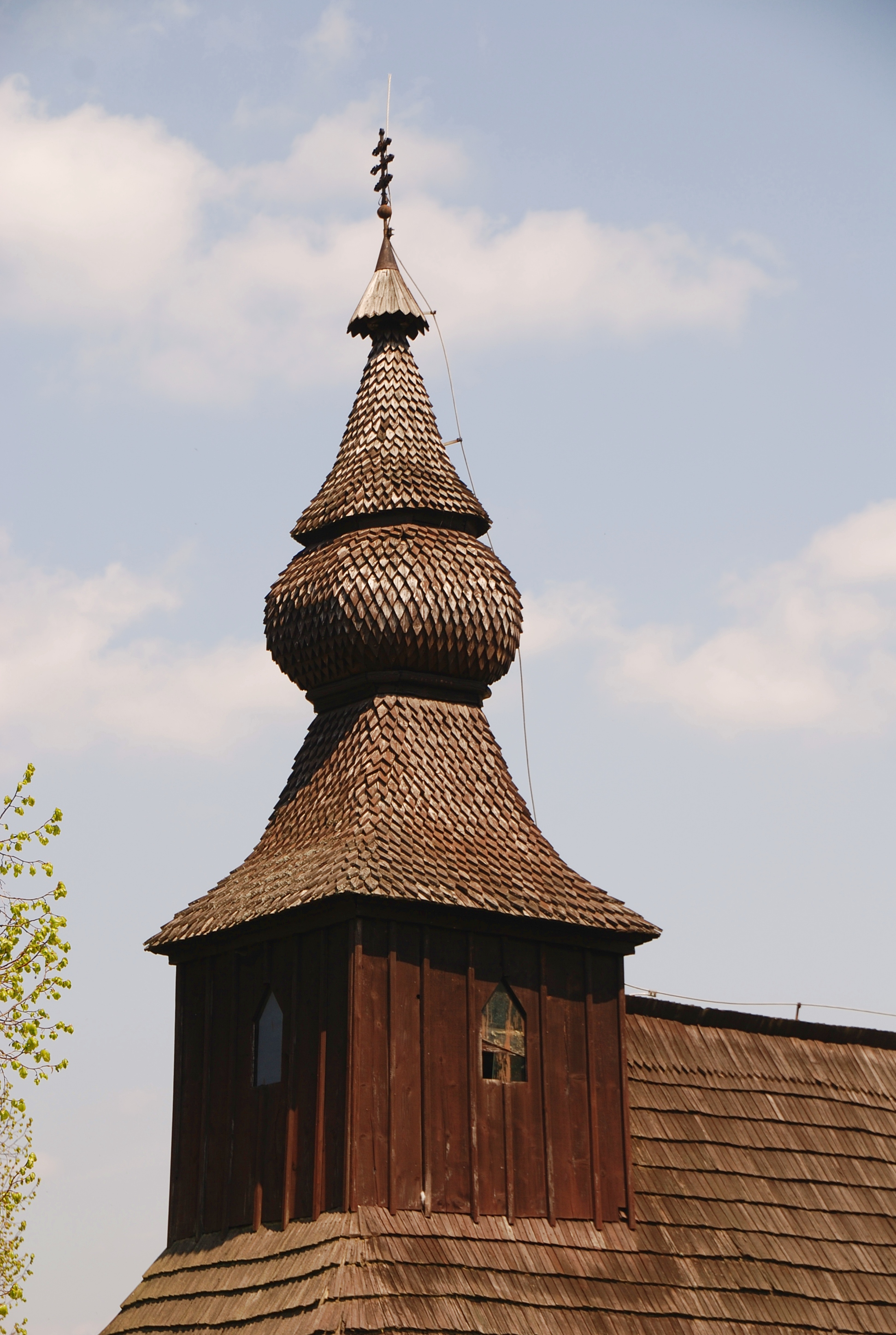
Věž nad babincem
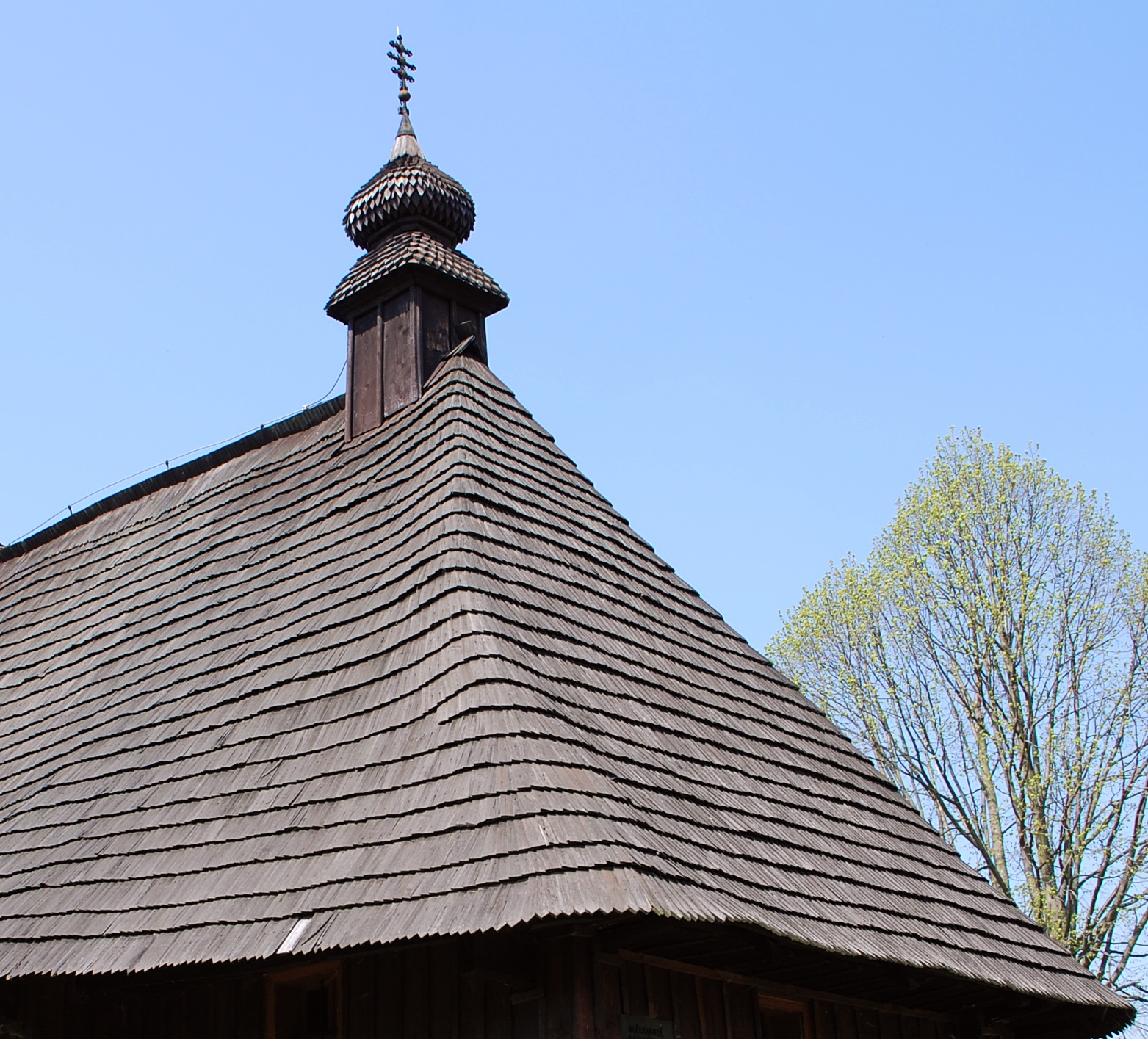
Sanktusník
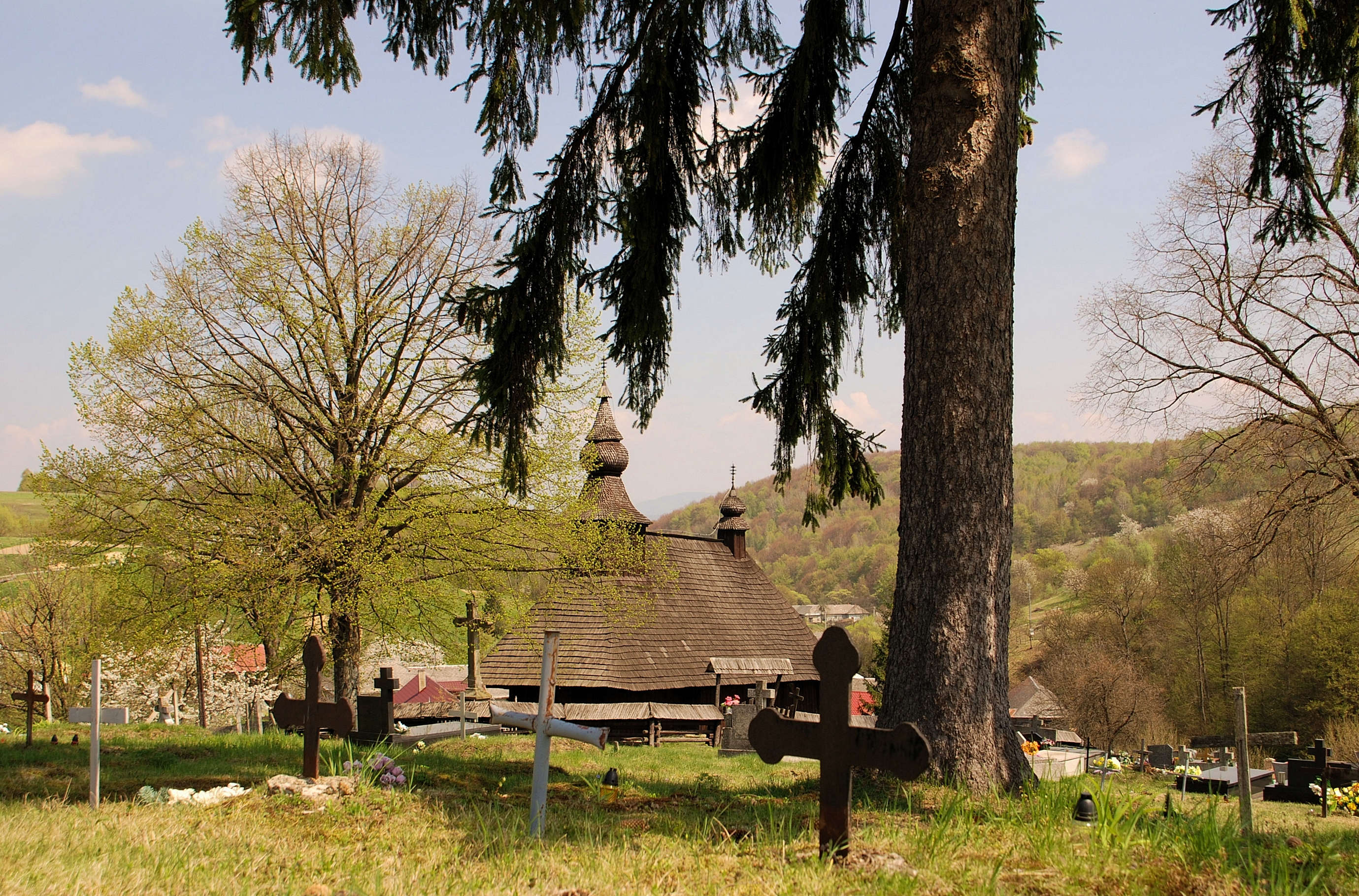
Hřbitov
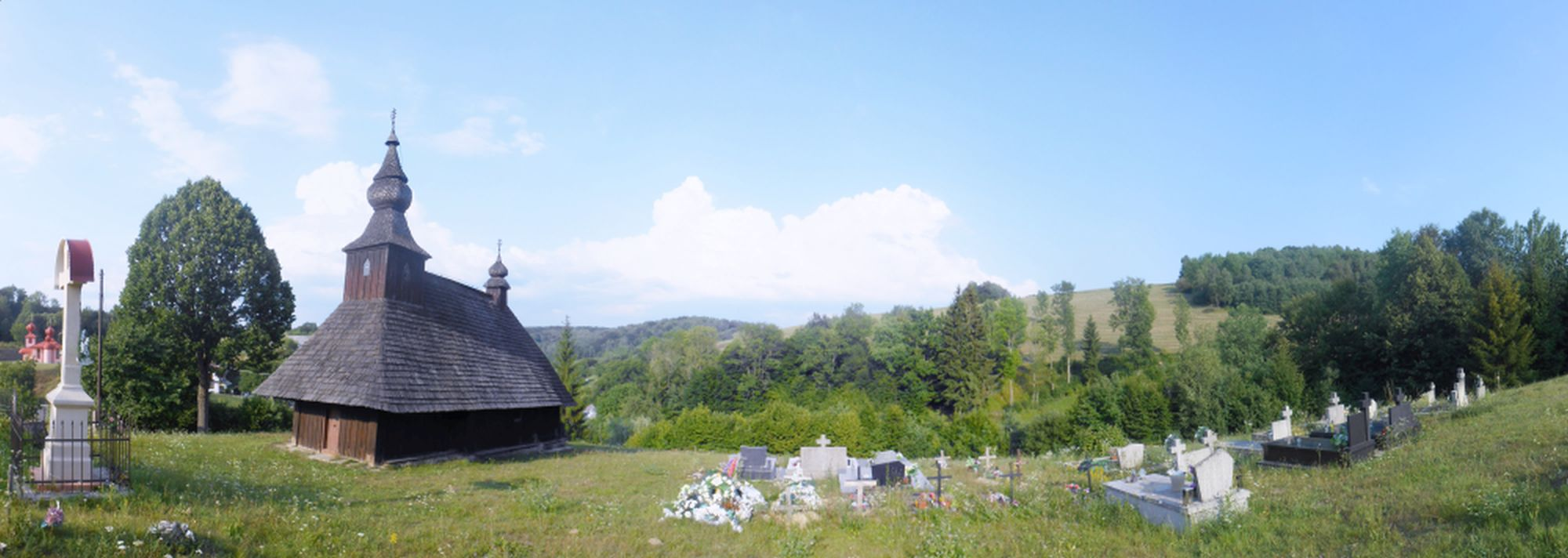

## Okolí
Kolem cerkve je ohradní dřevěný plot s bránou, v areálu je hřbitov.